# Oostelijke blindmuis
De oostelijke blindmuis (Spalax microphthalmus)  is een zoogdier uit de familie van de Spalacidae. De wetenschappelijke naam van de soort werd voor het eerst geldig gepubliceerd door Johann Anton Güldenstädt in 1770.

## Voorkomen
Zijn verspreidingsgebied strekt zich uit over de steppe- en bossteppegordel van Oekraïne en het zuiden van Europees Rusland, tussen de Dnjepr en Wolga. De noordgrens van zijn areaal bevindt zich ter hoogte van Orjol en Koersk. Een relictpopulatie bevindt zich in de Boog van Samara.